# AGM-53 Condor
Condor ([ˈkɑːndɔːr] с англ. «кондор», флотский индекс — ASM-N-11, общевойсковой индекс — AGM-53) — американская управляемая ракета класса «воздух—поверхность». Предназначалась для поражения точечных наземных и надводных целей без захода в зону активного противодействия ПВО противника. Была разработана компанией North American Aviation в Анахайме и Канога-Парке, штат Калифорния (с 1967 года — North American Rockwell) по заказу ВМС США, совместно с Исследовательским центром вооружения флота Главного управления вооружения ВМС США в Чайна-Лейк, штат Калифорния. Система управления ракетным вооружением для палубных штурмовиков A-6A Intruder, проектировавшаяся под ракету, была во многом идентична уже имеющейся для УАБ AGM-62 Walleye, но отличалась от последней тем, что была всепогодной и позволяла производить обстрел целей при любых условиях видимости и при её отсутствии, поддерживала возможность наведения в ручном режиме на всём маршруте полёта ракеты, полуавтоматическом режиме на среднем участке траектории и режиме терминальной коррекции. Экономическая нецелесообразность и дороговизна стали причинами отказа от постановки ракеты на вооружение.

## История
Испытания
Первое испытание состоялось 31 марта 1970 года. Отрабатывался тактический сценарий в ходе которого пуск и наведение ракеты на цель осуществлялись бомбардиром-навигатором, не имевшим опыта практических пусков ракет «Кондор», без визуального контакта с целью, при этом сама цель (габаритный макет советской передвижной радиолокационной станции) находилась за естественным препятствием в виде холма. Итог — прямое попадание. Пуск ракеты подготовленным бомбардиром-навигатором по радиоуправляемому плавсредству, движущемуся со скоростью 30 узлов (55 км/ч), также дал прямое попадание. Из 21 зафиксированной попытки было учтёно девятнадцать пусков из которых двенадцать успешных, два случая отказа подсистем ракеты в полёте (из-за неисправности приводов аэродинамических поверхностей в одном случае и измерительного преобразователя давления в другом), два случая отказа или неисправности системы наведения или командной радиолинии управления, один случай когда проведению стрельб помешали метеорологические условия, один незачёт в результате человеческого фактора и один отбой стрельбам из центра управления испытаниями. Для снижения вероятности незачтённых пусков, представителям завода-изготовителя позволили осуществлять осмотр и наземную техническую подготовку ракет к пуску на месте проведения испытаний.
Слушания по вопросу принятия на вооружение

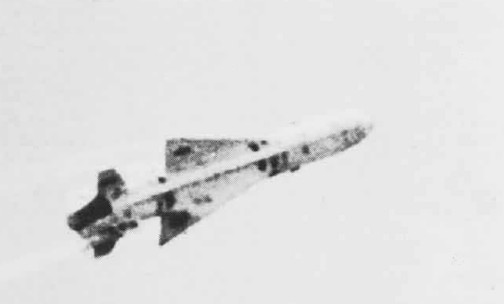
Ракета «Кондор» в полёте

В ходе слушаний по вопросу принятия ракеты на вооружение пропонентам было указано на такие недостатки как её радиолокационная заметность, обусловленная относительно высокой эффективной площадью рассеяния, — операторы корабельных РЛС по просьбе лётчиков-испытателей отслеживали полёт ракет во время опытных пусков, как показала практика, без особого труда, в порядке рационального допущения, это позволяло советским средствам обнаружения с такой же вероятностью своевременно обнаружить ракету на подлёте и принять меры противоракетной защиты. Из ракет аналогичного класса конкуренцию «Кондору» составлял «Гарпун», который по итогам слушаний был признан превосходящим «Кондор» в части неприхотливости и надёжности функционирования в условиях затруднённой или нулевой видимости. Кроме того, «Гарпун» являлся сугубо противокорабельной ракетой, одинаково эффективной против плавсредств любого типа, в то время как «Кондор» предназначался прежде всего для стрельбы по объектам береговой линии и целям в оперативном тылу противника, во вторую очередь для стрельбы по надводным целям. При этом, круговое вероятное отклонение от целей обеих ракет при прочих равных по существу являлось одинаковым. Но если «Гарпун», оснащённый АРЛГСН, в полёте не зависел от человеческого фактора и мог одинаково успешно применяться днём и ночью при абсолютно нулевой видимости, то «Кондор» для попадания с вероятностью не ниже заданной требовал для себя хотя бы минимального обзора цели оператором на терминальном участке полёта ракеты. Административно-бюджетное управление администрации президента США рекомендовало отказаться от дальнейших испытаний и закупок ракеты, несмотря на поддержку проекта Аппаратом министра обороны США и на то, что Президент США Джеральд Форд лично расписался на запросе о выделении бюджетных средств на продолжение испытаний.
Производство
Ввиду отказа от постановки ракеты на вооружение и дальнейших закупок, дело ограничилось её мелкосерийным производством на стадии испытаний.

## Система наведения
Канал передачи данных «оператор—ракета» являлся весьма помехоустойчивым, как на передачу команд управления, так и на приём поступающего с ракеты телевизионного сигнала.
Эффективность применения ракет и вероятность успешного преодоления ими системы ПРО противника значительно повышалась при одновременном включении с самолёта-носителя или сопровождающих его летательных аппаратов бортовых станций радиоэлектронного подавления и станций постановки радиолокационных помех, что было одновременно и недостатком ракетного комплекса, поскольку ставило применяющую сторону в зависимость от авиационных средств радиоэлектронной борьбы и ограничивало возможности интеграции ракеты в СУРВ других летательных аппаратов палубной авиации аналогичного класса, делая её своего рода «эксклюзивным» оружием для работы в паре штурмовика A-6A с самолётом радиоэлектронной борьбы EA-6B или последнего в одиночку.

## Тактико-технические характеристики
Источники информации : 
Общие сведения
- Самолёт-носитель — A-6A и EA-6B (фактически), F-111A/F-111B (проработка), A-7 и F-14 (потенциально)
- Категории поражаемых целей — надводные и наземные

Система наведения
- Устройство наведения ракеты на цель — телевизионная система наведения
- Система передачи команд наведения — командная радиолиния управления

Параметры зоны обстрела
- Максимальная дальность до цели — 110 км

Аэродинамические характеристики
- Аэродинамическая компоновочная схема — нормальная
- Маршевая скорость полёта — 3580 км/ч

Массо-габаритные характеристики
- Длина — 4220 мм
- Диаметр корпуса — 430 мм
- Диаметр оперения — 1350 мм
- Масса ракеты — 950 кг

Боевая часть
- Тип БЧ — удлинённый кумулятивный заряд или ядерный заряд типа W73
- Масса кумулятивной БЧ — 290 кг
- Тип предохранительно-исполнительного механизма — мгновенного действия, срабатывание на контакт

Двигательная установка
- Тип ДУ — РДТТ, Rocketdyne MK70